# Hackensack (rivière)
Pour les articles homonymes, voir Hackensack.
La rivière Hackensack est une voie d'eau navigable qui prend sa source dans l'État de New York aux États-Unis et traverse l'État du New Jersey avant d'aller se jeter dans l'océan Atlantique.

## Cours
Longue de 72 km, elle prend sa source dans le comté de Rockland et se dirige vers le sud-est. Elle rejoint la rivière Passaic avec laquelle elle se jette dans la baie de Newark dont elles constituent le principal tributaire.

## Histoire
Ce cours d'eau doit son nom aux tribus amérindiennes Hackensaks qui vivaient le long de son cours et du fleuve Hudson.

## Galerie de photographies

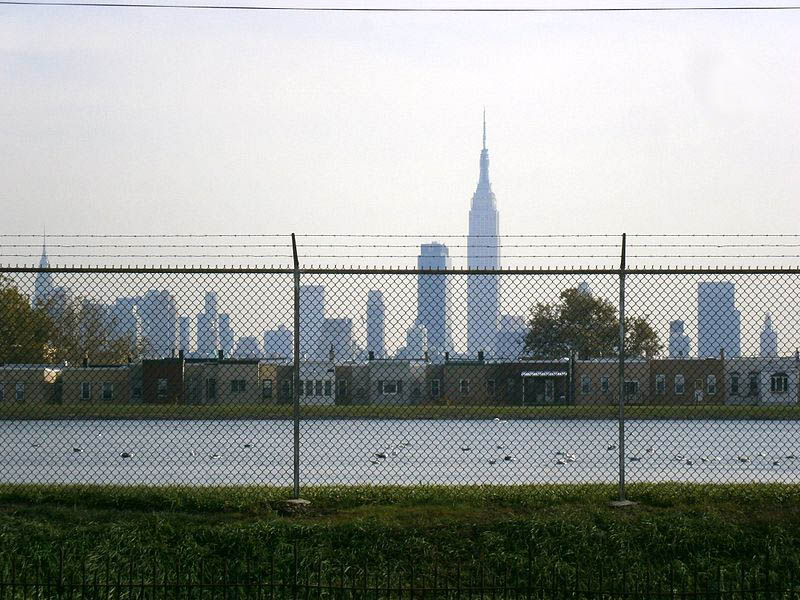
La rivière Hackensack et en arrière-plan les gratte-ciels de New York.
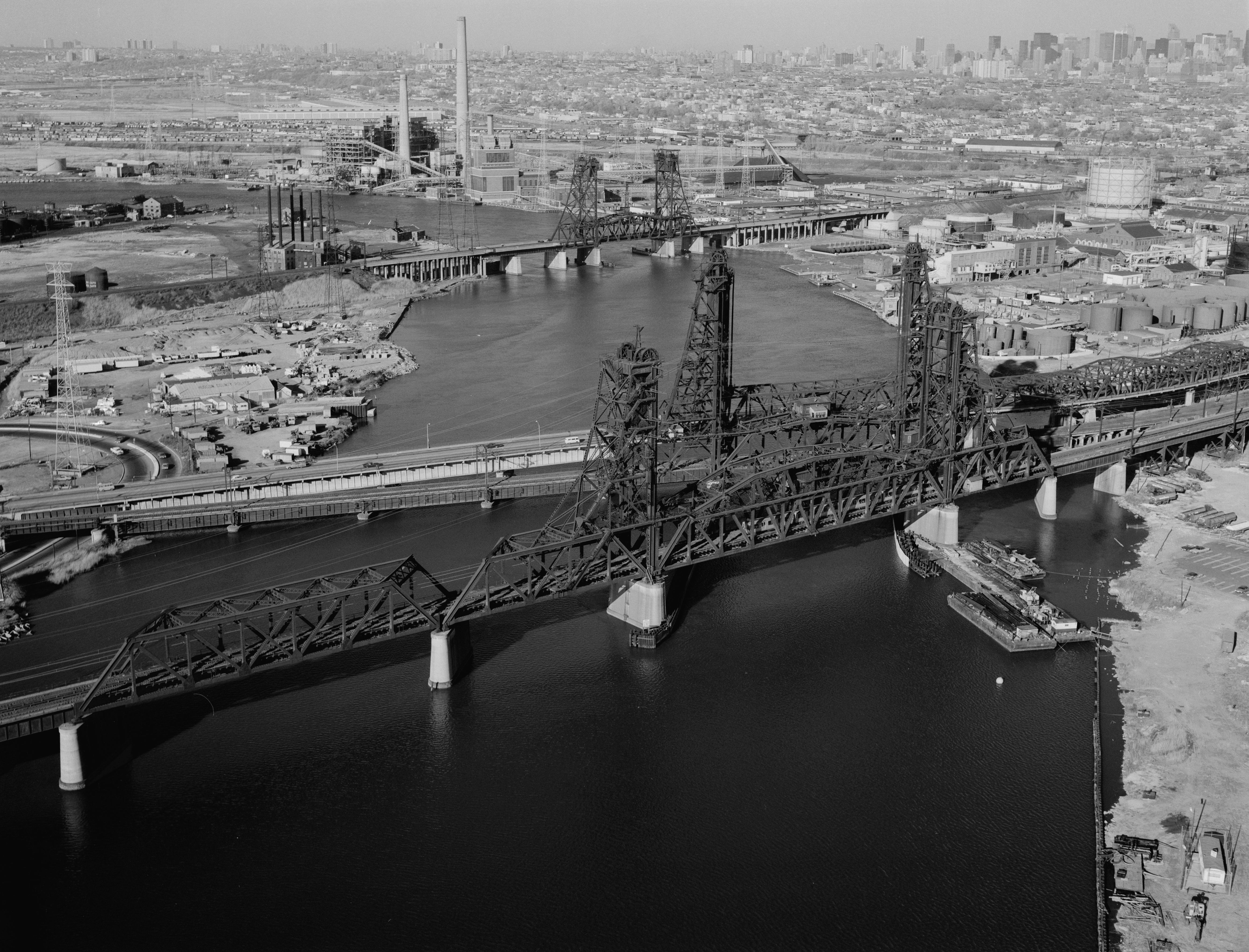
La rivière Hackensack traversant le comté d'Hudson dans le New Jersey.